# Endasys julianus
Endasys julianus là một loài tò vò trong họ Ichneumonidae.